# クリスティアーノ・ピッチーニ
クリスティアーノ・ピッチーニ（Cristiano Piccini, 1992年9月26日 - ）は、イタリア・トスカーナ州フィレンツェ出身のプロサッカー選手。元イタリア代表。ポジションはディフェンダー。

## 来歴
2002年に地元のACFフィオレンティーナに入団。2010年にトップチームに昇格。12月5日のカリアリ・カルチョ戦でセリエA初出場を果たすも、以降は定着出来ず、数シーズンはセリエBのチームにローン移籍を繰り返すシーズンに終始した。
2014年8月27日、当時セグンダ・ディビシオンに所属していたレアル・ベティスに、ローン移籍で加入。2014-15シーズン2部リーグで優勝を経験し、2015年7月9日にベティスへの完全移籍が決まり、4年契約を締結。8月23日のビジャレアルCF戦で、プリメーラ・ディビシオン初出場。2017年1月8日の本拠地エスタディオ・ベニート・ビジャマリンでのCDレガネス戦で、トップリーグ初ゴールを決めた。
2017年5月16日、ポルトガル・プリメイラ・リーガのスポルティングCPと5年契約を締結。2017-18シーズンは24試合に起用された。
2018年7月24日、バレンシアCFと4年契約を締結。1年でプリメーラ・ディビシオンに復帰した。
2020年9月9日、アタランタBCへの買取オプション付きのレンタル移籍が決定。しかし、リーグ戦1試出場にとどまり、2021年1月26日にレンタル契約終了となり、バレンシアに復帰となった。
2022年1月15日、レッドスター・ベオグラードと2年半契約を締結。
2022年9月1日、1.FCマクデブルクに加入。

## 代表経歴
2011年から2年間、ユース世代のイタリア代表に召集。その後2018年10月にフル代表に招集された。

## タイトル
バレンシアCF
- コパ・デル・レイ：2018-19